# 基督教神學
基督教神學（英語：Christian theology）是指基督教的神學體系，涉及基督教的教義研究及實踐方法。它的基礎是聖經以及教會傳統。基督教神學家通過對於聖經的註釋，理性分析與思辨，以推進基督教信仰，為基督教信仰提供辯論與批評。

## 概說
基督教神學可以理解為以科學與哲學的方式闡明基督教信仰之根源（聖經神學與歷史神學），以系統的方式分析和闡述信仰（系統神學，尤其是基礎神學和教義學），以及信仰之實踐（實踐神學）。
神學一般來說總是與某個特定宗教或教派有關。就此而言，不但其所闡述的內容，而且還有其思維方式和應用方法，都受到那一特定宗教或教派所決定。在以科學的方式和態度進行的基督教神學研究中，這種受規定的事實本身尤其變得成問題，需要得到反思。

## 分類方法
關注信仰是基督教神學和猶太教神學尤其獨特的地方，因為對信仰進行理論反思乃深刻地植根在這些宗教傳統之中。從基督教和猶太教的觀點來看，這種反思並不僅僅以自身為目的，而是對於教會的宗教實踐來說必要的。
許多在神學研究中常用的分析體系和方法，也適用於其他領域，例如語言學、哲學和歷史科學。這使得新教、天主教會、東正教會、猶太教、無神論和其他信仰的不同研究者彼此展開學術對話成為可能，這種論述在例如宗教史研究或者《聖經》研究（釋經學）中都是常見的。然而，每種神學對其特點、研究對象（內容對象）、方法進路（形式對象）都會作出不同的規定。
神學研究一般來說可以分為以下幾個分部：
1. 釋經學學科
  - 《聖經》釋經學：一般方法問題，以及《聖經》各卷的信息。
  - 《舊約》研究：以史學和語文學的方法對《舊約》進行解釋。
  - 《新約》研究：以史學和語文學的方法對《新約》進行解釋。
2. 教會歷史：經常根據時期來分類：教父時代和古代教會歷史，中世紀教會歷史（從早期中世紀到晚期中世紀），近代教會歷史（近代和當代）。
3. 系統神學：
  - 基礎神學（英语：Fundamental theology）：關於信仰在理性面前之合法地位的學術問題。個別教派之信仰的一般特性與其他世界觀的差異也在此得到表述。基礎神學與教義學之區分在天主教神學中尤其常見。新教神學對此則有不同的理解模式。
  - 教義學（英语：Dogmatic theology）：關於基督教信仰（在歷代教會信條和不同教會會議議決中得到總結的基督教信仰）的歷史、形式和內容的學術問題。
  - 倫理神學（英语：Christian ethics）：關於基督教倫理之形式和根據的學術問題，經常可以再區分為一種人學式的個人倫理和一種社會科學式的社會倫理。
4. 實踐神學（教牧神學）：對信仰實踐和信仰宣講進行學術反思，當中或會運用各門社會科學和心理學的方法。經常有實踐神學與宗教教育學的劃分。此外，禮儀學也屬於實踐神學（儘管也可以置於系統神學或歷史研究之中）。

### 天主教神學
天主教神學（又譯為公教神學）可以理解為關於基督信仰及其對象的建構性反思和科學性闡述。對於信仰形式的提問而言佔有核心地位的有：《聖經》（作為信仰基礎的啟示之書），公教傳統的信理（尤其是教會信理部各項議決和陳述）。天主教神學之下個別的學科分支此外還有更為廣闊的任務範圍。信理神學（教義學）強調天主教信仰與其他異端信理的區別；而信理神學、倫理神學等學科分支，則總是處於與其他所有世界觀和學說的對話之中。正如其他學科一樣，神學亦有其獨特的方法、對象和人物。在教會信仰群體之內，天主教神學為著天主教信仰的現在和未來作出貢獻。

### 新教神學
新教神學與天主教神學的根本性差異在於：新教神學並不承認一個能對信仰真理作出教義學規定的最高教會信理部。由此，在新教神學中，教義乃指稱神學和教會的辯論過程中的結果，這些結果不斷變化更新著。這種辯論過程可以理解為對《聖經》經文不斷進行的解釋過程；而《聖經》則是信仰的根源以及神學反思的規範。在這種辯論過程中，學術性的神學研究雖然扮演著一定的重要角色，但並非形成教義的唯一要素。能夠成為新教教會教導的東西，乃是由所推選出來的教會領導組織（例如教會議會）通過神學反思和祈禱來決定的。
與此相應的是，新教神學中對神學概念也有各種進一步的界定：
1. 神學作為命題式的教義學：這種傳統模式將神學陳述理解為關於上帝真實性和世界的命題。在這種理解模式中，神學總是與本體論有聯繫，要麼兩者發生綜合，要麼兩者處於衝突之中。《聖經》在此被理解為上帝真實性的啟示，沒有了這種啟示，人類只能零碎地認識上帝的真實性。唯有從這種得到啟示的上帝真實性出發，世界才可得到理解。從而，人們也就可以把大部分的啟示神學進路置於這種模式之下。
2. 神學作為信仰學說：這種理解模式尤其因為施萊爾馬赫的緣故而為人所認識。神學並不以命題句式來描述上帝和世界的真實性；相反，神學描述了在信仰或信仰主體中上帝和世界的真實性如何被感知。宗教句式在此首先被理解為內心宗教性的表達（例如施萊爾馬赫把宗教感受理解為先驗的東西），其構成條件則為神學所探究，神學本身同時也是基於其上。在這種理解模式中，《聖經》的文本也就被理解為宗教性的表達，僅僅通過《聖經》文本是對於基督教宗教性之來源的最古老證言這一事實，以及通過《聖經》文本表達了這種宗教性最原初面貌這一事實，來發揮其對於信仰所具有的獨特功能。
3. 神學作為規則系統：這種新穎的理解模式廣受關注，而且尤其與林貝克（George Arthur Lindbeck）的名字聯繫起來。據此，神學陳述被理解為規則陳述。這意味著：神學陳述並不簡單地以本體論的方式描繪現實，神學陳述也不是宗教情感的表達，而是構成了基督教談論上帝的規則。這種神學觀經常採用了語言哲學最新的發展成果，並且把神學反思特別深刻地植根在信仰的實踐中。在這種理解模式中，《聖經》文本以不同的方式得到看待。神學能夠作為信仰言說的規則，神學本身也能夠被視為一種依據規則進行的釋經實踐（例如拉施（Nicholas Lash）和豪爾瓦斯（Stanley Hauerwas）就有這種構想）。根據這種理解模式全面發展出一種關於如何理解《聖經》的學說，是新教神學目前一項重要任務。

所有這些理解模式的共同之處在於它們首先都從教義學反思出發對神學加以規定。不過，其他神學學科並不會由此遭到排除。其他神學學科，尤其是釋經學學科，可以理解為服務於教義學的學科，或者理解為神學之外其他獨特的替代性方案。釋經家經常把自身理解為宗教改革意義下真正符合《聖經》的神學家，因為神學需要以解釋《聖經》文本為唯一定向。因此，以上所描繪的教義學模式也就提出了一種要求，亦即神學要成為對於《聖經》文本的真正解釋。